# اندیس زغالسنگ پرور
زغالسنگ پرور یک اندیس غیرفلزی است که در  استان سمنان قرار دارد و مادهٔ معدنی موجود در آن، ذغالسنگ است.  